# Ђурђиц (Крижевци)
Ђурђиц је насељено место у саставу града Крижеваца у Копривничко-крижевачкој жупанији, Република Хрватска.

## Историја
До територијалне реорганизације у Хрватској налазио се у саставу бивше велике општине Крижевци.

## Становништво
На попису становништва 2011. године, Ђурђиц је имао 267 становника.

## Попис1991.
На попису становништва 1991. године, насељено место Ђурђиц је имало 293 становника, следећег националног састава:
| Попис 1991.‍ | Попис 1991.‍ | Попис 1991.‍ | Попис 1991.‍ | Попис 1991.‍ |
| ----------- | ----------- | ----------- | ----------- | ----------- |
|             |             |             |             |             |
| Хрвати      | Хрвати      |             | 292         | 99,65%      |
| Срби        | Срби        |             | 1           | 0,34%       |
| укупно: 293 |             |             |             |             |